# ロシア連邦元帥

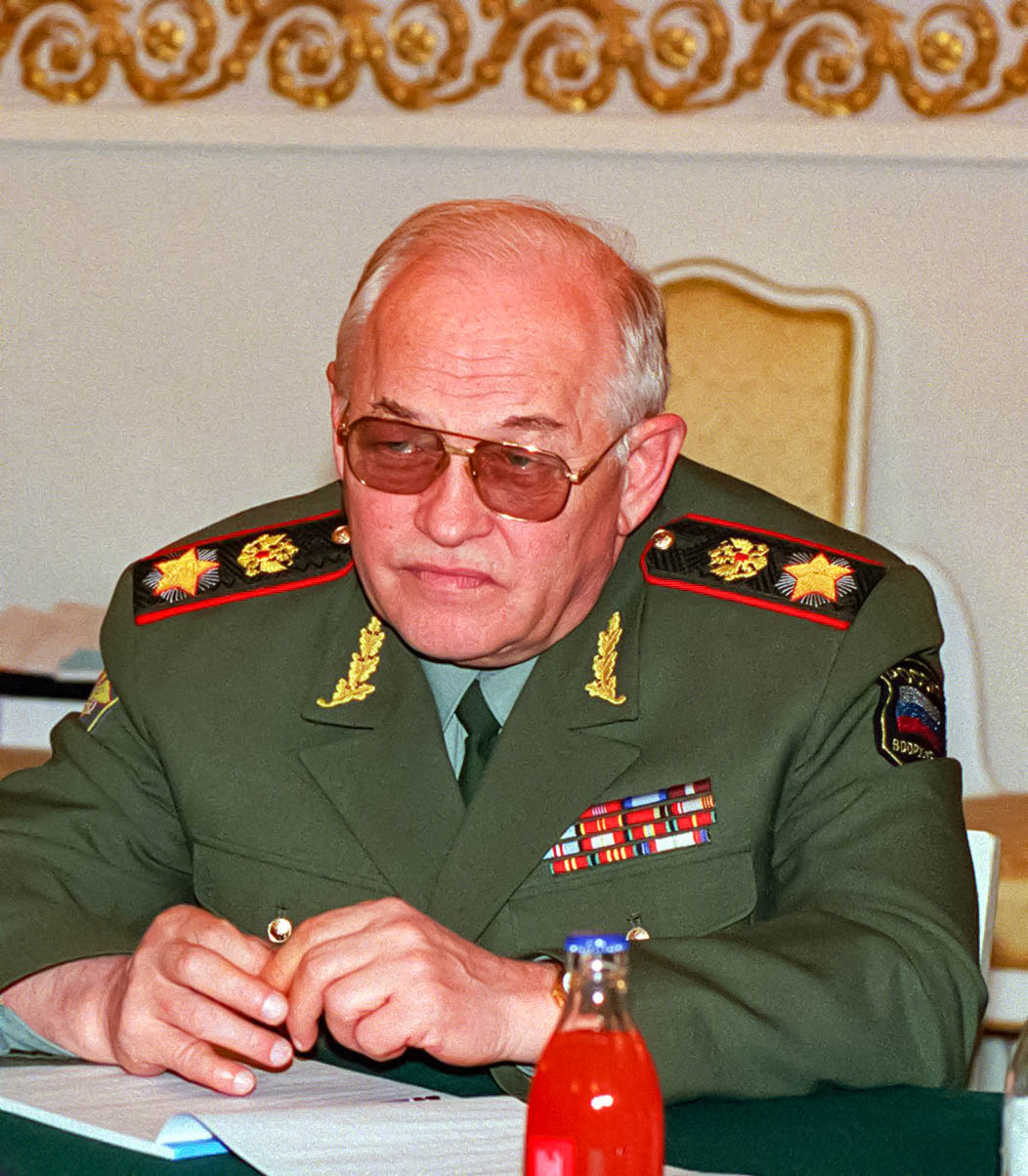
ロシア連邦元帥イーゴリ・セルゲーエフ

ロシア連邦元帥(ろしあれんぽうげんすい、ロシア語: Маршал Российской Федерации, ラテン文字転写: Marshal Rossiyskoy Federatsii マールシャル・ラッスィーイスカイ・フィヂラーツィイ) は、ソビエト連邦の崩壊後の1993年に創設されたロシア連邦軍の最高階級である。この階級は、陸軍上級大将と海軍上級大将の上に位置し、ソ連時代のソ連邦元帥から継承された。
ロシア連邦元帥は、上級大将（4つ星）、大将（3つ星）、中将（2つ星）、少将（1つ星）より上位に位置する階級であり、アメリカ軍の元帥やイギリス軍の元帥と同じ位置づけとなっている。
これまでにロシア連邦元帥の階級に昇ったのは、宇宙軍上級大将から進級した元国防相イーゴリ・セルゲーエフのみである。セルゲーエフは、1997年から亡くなる2006年までロシア連邦元帥の階級にあった。2022年現在、セルゲーエフ以外にロシア連邦元帥に任官した軍人は存在しない。
ロシア連邦元帥の階級章はソ連邦元帥のものと同じで、ソ連の紋章がロシアのそれに置き換えられている。またロシア連邦元帥の階級を与えられた者は、元帥星章も着用することになる。

## 階級章

ロシア連邦元帥の階級章
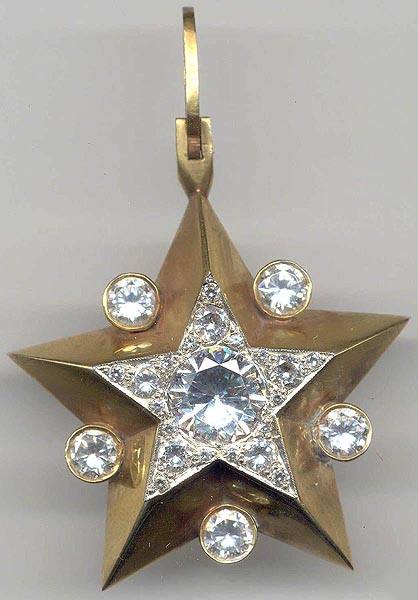
元帥星章
礼装用 (1997–2010)
正装用 (1997–2010)
野戦服用 (1997–2010)
正装用 (2010–現在)
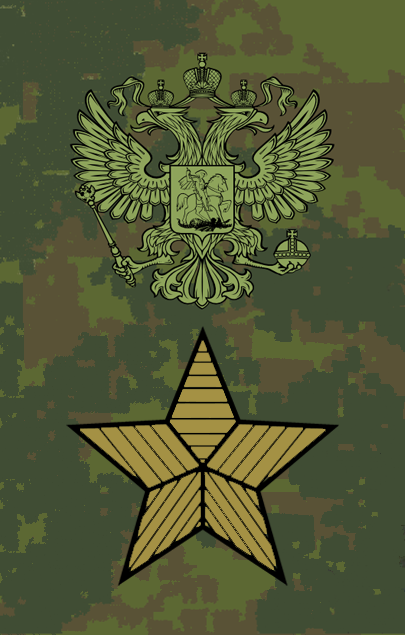
野戦服用 (2010–現在)